# Tomáš Kohout
Tomáš Kohout nebo Tom Kohout (* 1972, Praha), v hudebním světě známý také pod svojí přezdívkou Tom Necrocock, je český hudebník, skladatel a zpěvák. Od roku 1990 je člen kapely Masters Hammer. Je členem i několika dalších projektů a to Kaviar Kavalier a Night Vision. Svoji přezdívku Necrocock dostal Tomáš Kohout při svém vstupu do kapely Master's Hammer.

## Kaviar Kavalier
Kaviar Kavalier je bukkake & clinic electro metal projekt. Jeho členové jsou Necrocock, Marcel, Sambar. Písně jsou v němčině.

## Master's Hammer
Vocal, guitars, 1989-1995, 2009-dodnes

## Diskografie
Podle zdroje:
- +KLINIK+ (Kaviar Kavalier), 1996
- STUDIO Y (Kaviar Kavalier), 2002
- Konvalium (Necrocock), 2002
- Praktiky pohřebních ústavů (Necrocock), 2004
- Music For Night Travelling (Night Vision), 2006
- Music For Night Travelling I (Night Vision), 2007
- Music For Night Travelling II (Night Vision), 2007
- BUKKAKE EXPRESS (Kaviar Kavalier), 2008
- Lesní hudba (Necrocock), 2010
- Sleeping Bus (Night Vision), 2011
- Die Urinal Therapie (Kaviar Kavalier), 2011
- Musik aus Ordinationen (Kaviar Kavalier), 2013
- Hudba z psychiatrických pavilónů (Necrocock), 2015
- Houbařské Album (Necrocock), Gummi Studio Y, 2016
- Křivoklátské Martyrium (Necrocock), Gummi Studio Y, 2018
- Bipolární noci (Necrocock), Gummi Studio Y, 2021